# Daugavpils novads
Daugavpils novads was van 2009 tot medio 2021 een gemeente in Letgallen en Selonië in het zuidoosten van Letland. Het bestuurscentrum was de stad Daugavpils, die zelf echter geen deel uitmaakte van de gemeente.
Daugavpils novads ontstond in 2009 na een herindeling uit de landelijke gemeenten Ambeļi, Biķernieki, Demene, Dubna, Kalkūne, Kalupe, Laucesa, Līksna, Maļinova, Medumi, Naujene, Nīcgale, Saliena, Skrudaliena, Svente, Tabore, Vabole, Vecsaliena en Višķi.
Op 1 juli 2021 fuseerde Daugavpils novads met buurgemeente Ilūkstes novads. Sindsdien vormt ze een onderdeel van de nieuwe gemeente Augšdaugavas novads.

## Etnische samenstelling
De etnische samenstelling was op 1 januari 2010 is als volgt:
| Etnische groep | Aantal | %       |
| -------------- | ------ | ------- |
| Russen         | 12182  | 42,72 % |
| Letten         | 9494   | 33,29 % |
| Polen          | 3673   | 12,88 % |
| Wit-Russen     | 1898   | 6,66 %  |
| Oekraïners     | 411    | 1,44 %  |
| Overigen       | 859    | 3,01 %  |

Steden van de Republiek (republikas pilsētas):

Daugavpils · Jēkabpils · Jelgava · Jūrmala · Liepāja · Rēzekne · Riga · Valmiera · Ventspils

Gemeenten (novadi):

Aglona · Aizkraukle · Aizpute · Aknīste · Aloja · Alsunga · Alūksne · Amata · Ape · Auce · Ādaži · Babīte · Baldone · Baltinava · Balvi · Bauska · Beverīna · Brocēni · Burtnieki · Carnikava · Cēsis · Cesvaine · Cibla · Dagda · Daugavpils · Dobele · Dundaga · Durbe · Engure · Ērgļi · Garkalne · Grobiņa · Gulbene · Iecava · Ikšķile · Inčukalns · Ilūkste · Jaunjelgava · Jaunpiebalga · Jaunpils · Jēkabpils · Jelgava · Kandava · Kārsava · Kocēni · Koknese · Krāslava · Krimulda · Krustpils · Kuldīga · Ķegums · Ķekava · Lielvārde · Līgatne · Limbaži · Līvāni · Lubāna · Ludza · Madona · Mālpils · Mārupe · Mazsalaca · Mērsrags · Naukšēnu · Nereta · Nīca · Ogre · Olaine · Ozolnieki · Pārgauja · Pāvilosta · Pļaviņas · Preiļi · Priekule · Priekuļi · Rauna · Rēzekne · Riebiņi · Roja · Ropaži · Rucava · Rugāji · Rundāle · Rūjiena · Salacgrīva · Sala · Salaspils · Saldus · Saulkrasti · Sēja · Sigulda · Skrīveri · Skrunda · Smiltene · Stopiņi · Strenči · Talsi · Tērvete · Tukums · Vaiņode · Valka · Varakļāni · Vārkava · Vecpiebalga · Vecumnieki · Ventspils · Viesīte · Viļaka · Viļāni · Zilupe